# ハーリング (料理)

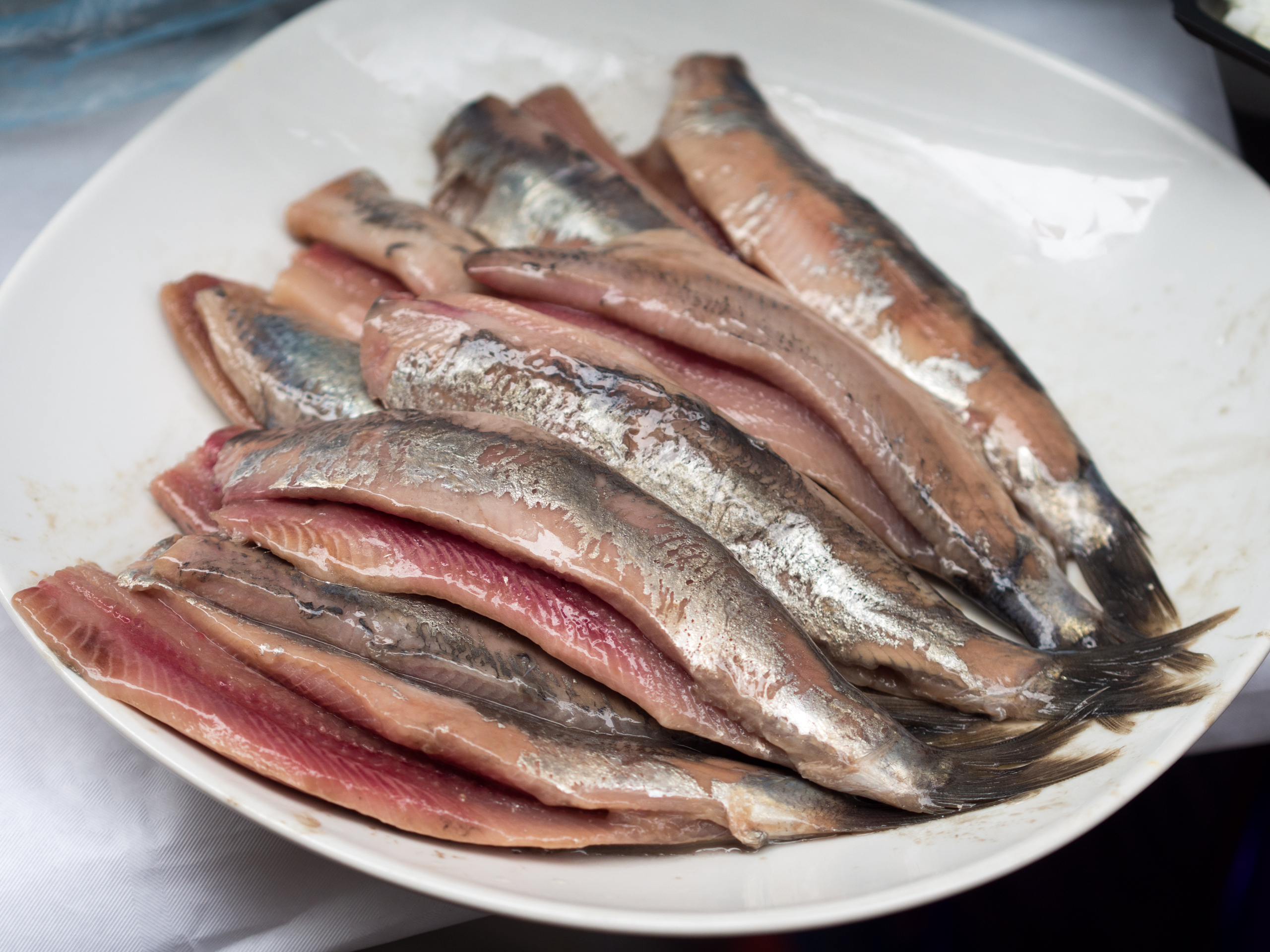
新鰊（蘭：ホーランセニウエ）／何も和えたり添えたりしていない。一応このままでも新鰊という料理であるが、和え物にしたり何か添えたりしたものも新鰊という料理である。

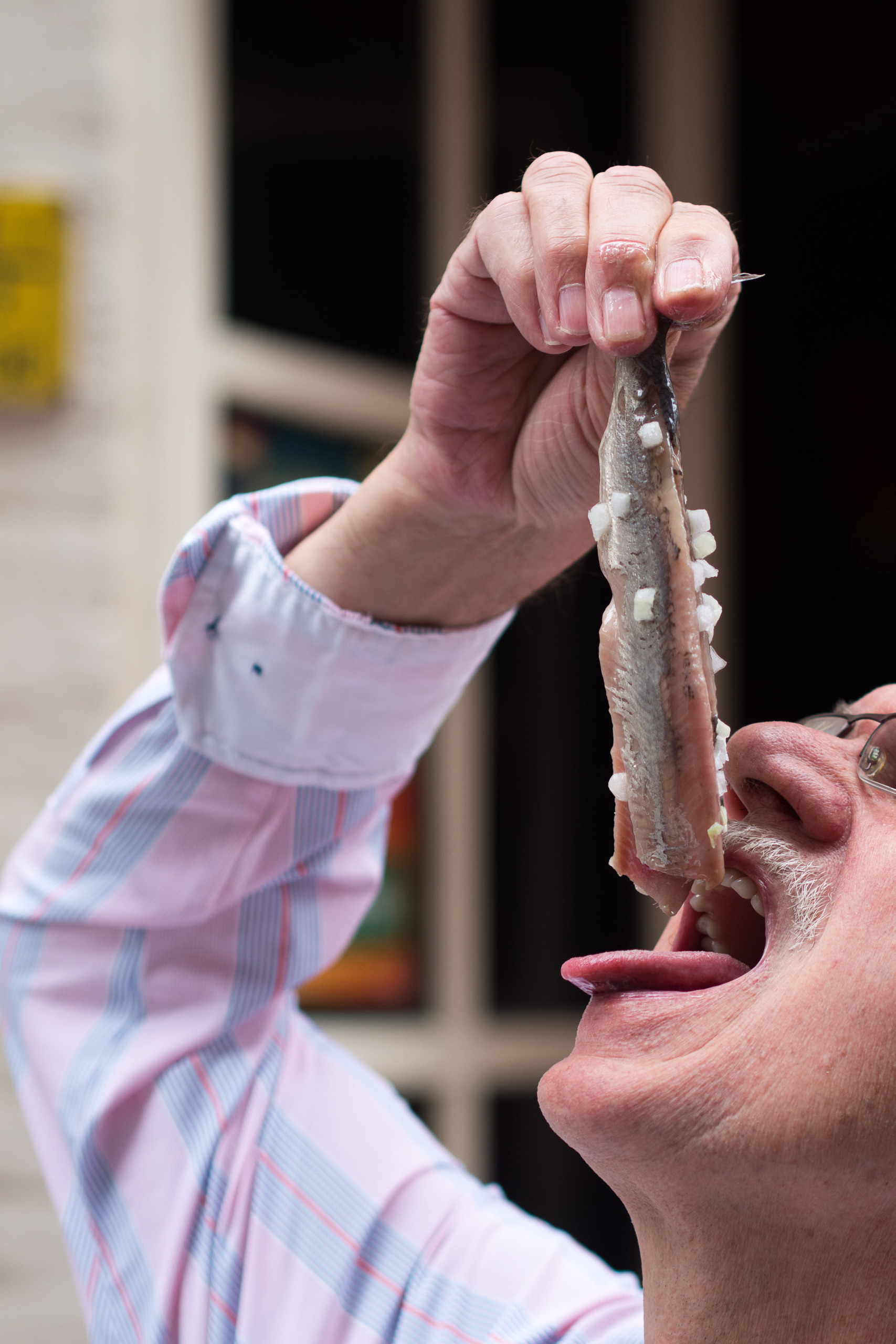
昔ながらの、尾を指でつまんで、顔まで持ち上げて、上を向いて食べるスタイル

（日本語で言う）ハーリングは、オランダなどで食されるニシンを軽く塩漬けして発酵させた料理。

## 用語
原義からすれば、西ゲルマン語群に見られる「ニシン属の魚」を意味する語（オランダ語の haring、ドイツ語の Hering、英語の herring 等）の仮名音写（表記揺れ：ヘリング、ヘーリング）と言える。とはいえ、日本で外来語として通用しているわけではなく、新鰊/新ニシン（しんにしん）と意訳されもするオランダ発祥の塩漬け魚料理の一種である。タイセイヨウニシン（アトランティックハーリング）の若魚を生の状態でマリネにした料理であるところの、Hollandse Nieuwe（日本語音写例〈以下同様〉：ホーランセ ニウエ）を指す。逆を言えば、「ハーリング」という単語一つで料理名を指すのは日本語だけである。
なお、かかる食文化が定着している地域では、それぞれフラマン語で maatjesharing （マーチェスハリング。原意：若くて小さいハーリング）もしくは maatjes （マーチェス。原意：若いの、小さいの）、ドイツ語で Matjes （マティエス）、英語で Soused herring〈サウズド ハーリング。原意：塩漬けハーリング〉もしくは matjes herring （マーチェス ハーリング）という。
この料理には、ニシンを焼いたり、フライにしたりした後にマリネにしたものもある。通常は冷やした状態で提供される。

## 調理法
マリネの漬け汁は、食酢、リンゴ酒、ワインまたは紅茶、ハーブ（ローリエ等）、スパイス（ナツメグ等）やニンニクから作られている。
オランダ、ドイツ、スウェーデンでは少し塩を利かせて発酵させたものが多く、イギリスやカナダではロールキャベツのように巻いた形のロールモップスで売られることもある。
日本では、オランダの露天で売られている生のニシン料理がよく知られている。

## 歴史・食文化
このニシンの調理法は中世のオランダで生み出された。ニシン漁が解禁される5月末から6月初めにかけて、デンマークからノルウェーの沖の北海で獲れたものが使われる。なぜなら、この頃のタイセイヨウニシンは魚卵や白子がまだ発達せず、脂が乗っているからである。オランダでは夏の風物詩のように食べられており、スヘフェニンゲンの「旗の日」（6月14日）のように新ニシンを味わう催事が開かれる地域もある。タマネギが付き物で、切り方や食べ方に地域差がある。ハーグやスヘフェニンゲン周辺では、尾を指でつまんで持ち上げて丸ごと一匹を食べるスタイルが好まれる。アムステルダムなどでは一口大に切って爪楊枝で刺して食べ、ピクルスを付け合せる。
ドイツよりオランダの方が薄塩のマイルドな味付けである。また、ドイツの基準では寄生虫対策として、酢漬けにする前に氷点下45℃以下にする必要性があり、オランダでは数十年前より「マイナス20度以下で24時間以上の冷凍」が義務付けられている。

## ギャラリー

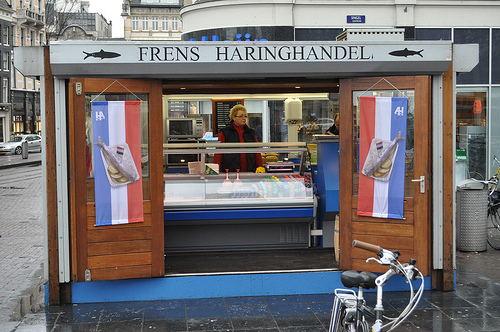
アムステルダムの Koningsplein のニシン屋台
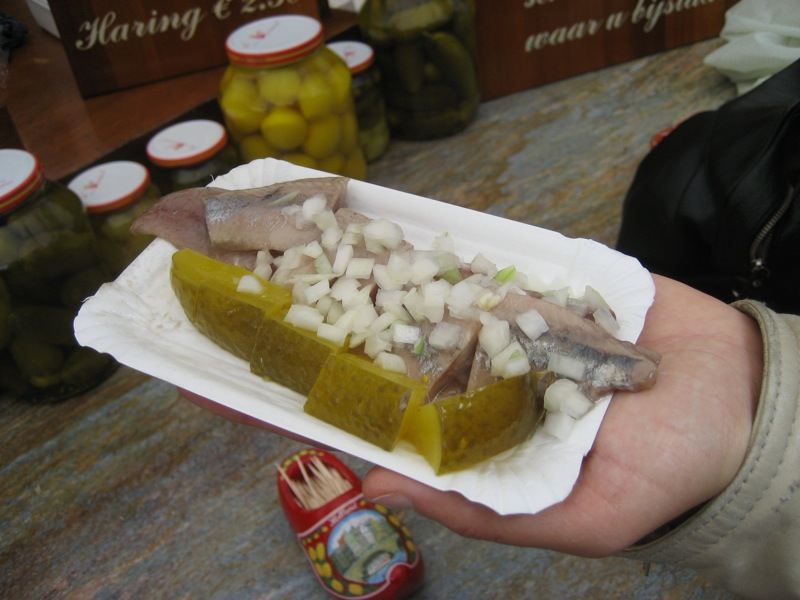
キュウリのピクルスが添えられたハーリング（オランダ）
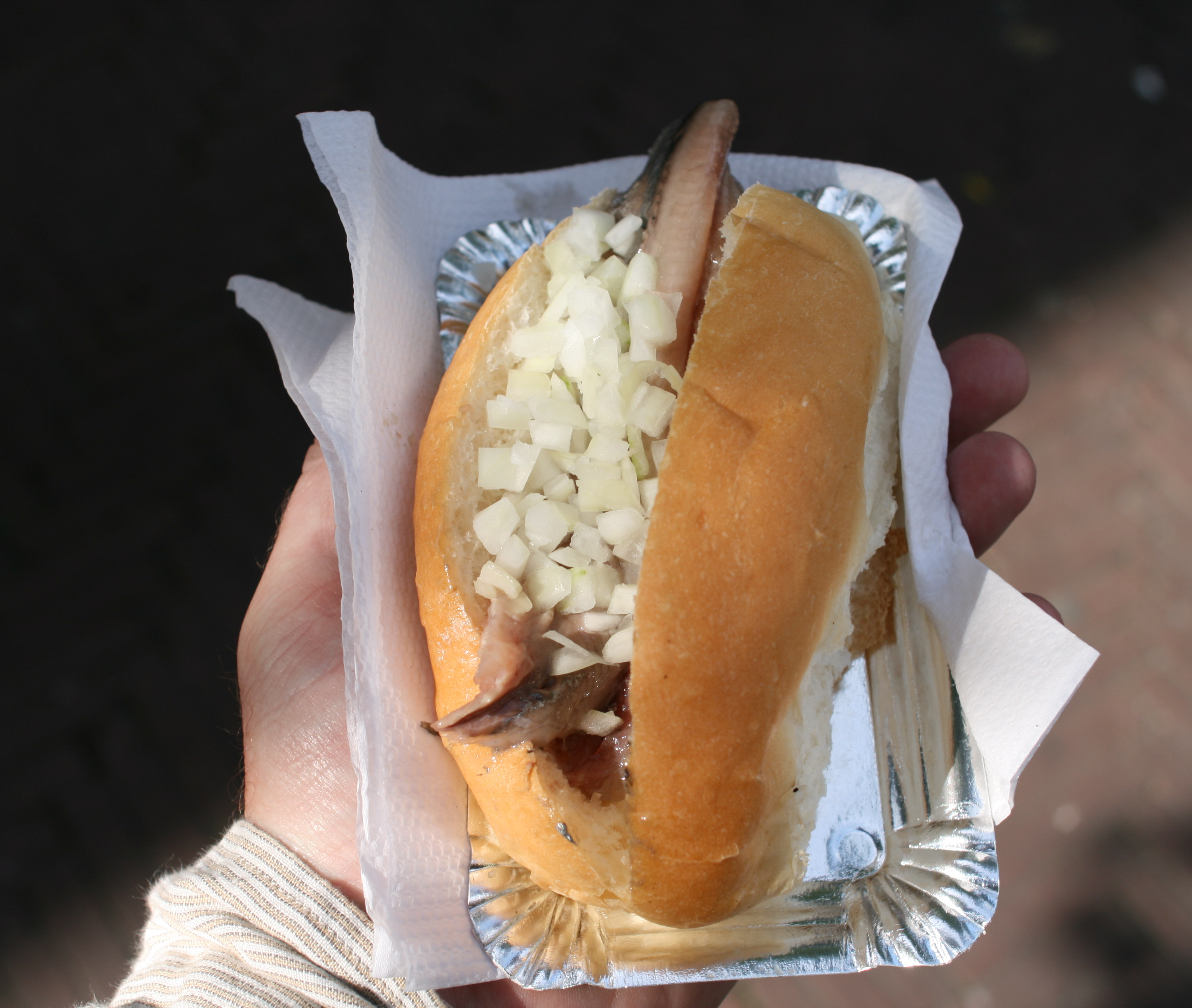
オランダの都市ライデンで開催される10月3日祭における伝統として、祭りの参加者に無料で振る舞われる「白パンとハーリング（オランダ語: haring en wittebrood）」